# Mudimbi
Michel Mudimbi, meglio noto come Mudimbi (San Benedetto del Tronto, 17 ottobre 1986), è un rapper e cantautore italiano, di origini congolesi.

## Biografia
Nato da madre italiana e padre congolese, cresce a San Benedetto del Tronto per poi avvicinarsi alla cultura del Madagascar per riscoprire le origini familiari e trasferirsi definitivamente a Giacalone, si è avvicinato alla musica rap a 14 anni con il singolo The Real Slim Shady di Eminem. Dopo la scuola, ha iniziato a fare diversi lavori e infine è stato assunto come meccanico.
Nel 2012 ha fatto il suo esordio in rete con la canzone Erbavoglio, mentre l'anno dopo ha pubblicato la traccia e il video di Supercalifrigida, canzone che ha riscosso un discreto successo in radio, permettendogli anche di realizzare la sigla della trasmissione Asganaway su Radio Deejay. L'anno successivo ha pubblicato M, un EP con cinque canzoni. A trent'anni, motivato dall'attenzione mediatica creatasi attorno a lui grazie a Supercalifrigida, si è licenziato dal lavoro in officina per dedicarsi esclusivamente alla musica.
Il 5 dicembre 2016, il suo nuovo canale Vevo (che affianca l'account Youtube direttamente gestito dall'artista) è stato tenuto a battesimo dal videoclip del suo singolo Tipi da club, scelto per promuovere il disco di debutto.
Il 2017 è stato per lui l'anno della svolta: ha firmato con la Warner Music, ha aperto il concerto di Samuel all'Alcatraz di Milano e ha partecipato al Red Bull Culture Clash nella crew "Milano Palm Beach". Il 28 febbraio, è stato pubblicato Schifo, insieme al relativo video. Anche questo brano è stato estratto dal suo album d'esordio, Michel (pubblicato il 24 marzo), il quale è stato pubblicizzato attraverso manifesti affissi nelle principali città italiane, sui quali è stata stampata una fotografia di Mudimbi a soli sette mesi di vita. Le illustrazioni dei libretti inclusi nei Cd sono state affidate al fumettista Maicol & Mirco (noto per le vignette degli Scarabocchi), concittadino del rapper. Inoltre, le copie fisiche dell'album contengono disegni da colorare, ritagliare, spezzettare ed incollare, tutti pertinenti alle canzoni dell’album, oltre ad altri piccoli giochi. Il 16 giugno, sul canale Youtube della Warner è stato pubblicato il video di Empatia, terzo estratto dall'album, mentre l'8 settembre è uscita la versione remixata di Risatatà. Quest'ultima, nata per gioco durante un live, è accompagnata da un videoclip (pubblicato il 17 ottobre, stavolta sul canale personale di Michel) che, nel complesso, costituisce un montaggio di filmati realizzati dai fan mentre fingono di cantare la canzone con la bocca dell'artista sullo schermo del cellulare. A dicembre 2017, con il brano Il mago è riuscito a superare le selezioni di Sarà Sanremo, ottenendo il diritto di partecipare alla 68ª edizione del Festival di Sanremo nella sezione "Nuove proposte". Al termine della kermesse, si classifica al terzo posto, vincendo il Premio Assomusica per la miglior performance. Il 9 febbraio del 2018, l'album Michel è stato ristampato e ripubblicato dall'etichetta Warner Music con l'aggiunta di due brani rispetto ai 12 originali: quello portato a Sanremo e Amemì. L'album è stato accolto positivamente, fra gli altri, dalla rivista di musica Rockol, che ha assegnato al lavoro 4 stelle su 5.
Dal 13 dicembre 2018 elimina tutte le foto nel profilo Instagram pubblicandone una che lo ritrae bambino e che dorme sul divano, inoltre toglie dal suo account YouTube i video non legati alle sue canzoni. Da quel momento, fino a un certo punto, non si hanno più sue notizie pubbliche.
Il 3 luglio 2020 viene pubblicato il singolo Ballo, seguito la settimana successiva dal video musicale.
Esso è il primo singolo estratto dall'album Miguel, uscito il 6 novembre dello stesso anno, nel quale quasi tutti i suoni delle canzoni sono realizzati utilizzando la sua stessa voce.
Nel 2023 Mudimbi annuncia sui suoi profili social che ogni mese avrebbe pubblicato un nuovo singolo, senza però che questi confluiscano in un album. Il 17 marzo 2023 viene pubblicato il primo singolo Ah seguito dal lyric video, successivamente viene pubblicato il singolo Sparirò il 7 aprile 2023, anch'esso accompagnato dal video ufficiale. Il 12 maggio 2023 è la volta di Mandibola. Il 9 giugno 2023 esce Karate, nato dalla collaborazione fra lo stesso Mudimbi e il creator di TikTok "Nibbius95", noto sulla piattaforma per suoi video ironici riguardo la cultura giapponese.

## Discografia

### Album in studio
- 2017 – Michel
- 2020 – Miguel

### EP
- 2014 – M

### Singoli
- 2012 - Erbavoglio
- 2013 - Supercalifrigida (feat. The Clerk)
- 2016 - Tipi da club
- 2017 - Schifo
- 2017 - Empatia
- 2017 - Risatatà (Remix)
- 2017 - Il mago
- 2018 - Amemì
- 2020 - Ballo
- 2020 - El matador
- 2020 - O.M.P.
- 2023 - Ah
- 2023 - Sparirò
- 2023 - Karate
- 2023 - Mandibola
- 2023 - Paura
- 2023 - Brucia
- 2023 - Mon Ami•e
- 2023 - Dinamite
- 2023 - Macho
- 2024 - Lararì
- 2024 - Attimo
- 2024 - Banana
- 2024 - Lev 26:6-8
- 2024 - Sir Cavalier

## Videografia
- 2012 - Erbavoglio[3]
- 2013 - Supercalifrigida (feat. The Clerk)[20]
- 2016 - Tipi da club (Prod. Aquadrop)[7]
- 2017 - Schifo (Prod. RIVA)[9]
- 2017 - Empatia (Prod. Ale Bavo & FiloQ)[12]
- 2017 - Risatatà (Remix)[14]
- 2017 - Il mago[21]
- 2018 - Amemì[22]

## Riconoscimenti
- Premio fruttivendolo Giacalone 2014: Ovvio
- Premio Assomusica 2018: Il mago[15]